# Kurt Lipstein
Kurt Lipstein QC (* 19. März 1909 in Frankfurt am Main; † 2. Dezember 2006 in Cambridge, UK) war ein aus Deutschland stammender Rechtswissenschaftler und Professor der Universität Cambridge.

## Leben
Lipstein war der Sohn des Arztes Alfred Lipstein und dessen Frau Hilda (geborene Sulzbach). Sein Vater stammte aus Königsberg in Ostpreußen, seine Mutter aus Frankfurt. Beide Eltern kamen aufgrund der rassistischen Verfolgung wegen ihrer jüdischen Abstammung in der Zeit des Nationalsozialismus im KZ Theresienstadt ums Leben. Seine Großmutter war in England aufgewachsen. Er studierte nach seinem Abitur am Frankfurter Goethe-Gymnasium ab 1927 Rechtswissenschaften zunächst an der Universität Grenoble und von 1927 bis 1931 an der Friedrich-Wilhelm Universität-Berlin bei Martin Wolff und Ernst Rabel sowie Ernst von Caemmerer. Seine klassische Schulausbildung in Griechisch und Latein ermöglichten ihm später einen tieferen Einblick in das Römische Recht. Nach seinem Studium absolvierte er ab 1931 ein Referendariat in Königstein im Taunus sowie anschließend am Landgericht in Frankfurt am Main.
Mit der Machtübernahme der Nationalsozialisten 1933 verlor er als Folge des rassistischen sogenannten Gesetzes zur Wiederherstellung des Berufsbeamtentums im April seine Anstellung als Assessor. 1934 emigrierte er nach England. Am Trinity College in Cambridge wurde er 1936 mit der Arbeit Roman Law: the beneficium cedendarum actionum promoviert. Aus finanziellen Gründen konnte Lipstein keine wissenschaftliche Lehrstelle angeboten werden, erst Harold Cooke Gutteridge (1876–1953), Professor für Vergleichendes Recht an der Universität Cambridge, stellte ihn als Lehrbeauftragten an und bezahlte ihn aus eigener Tasche.
1938 wurde er als Student der Honourable Society of the Middle Temple zugelassen. Mit Ausbruch des Zweiten Weltkrieges wurde er 1940 inhaftiert. Er hatte sich freiwillig zur Armee gemeldet und wurde als sogenannter englisch enemy alien ‚feindlicher Ausländer‘ unter der „Defence Regulation 18B“ in dem britischen Lager in Bury St. Edmunds und später Liverpool gefangen gehalten. In den Lagern lernte er zahlreiche weitere nicht-britische Gelehrte kennen, so den Enkel des deutschen Kaisers Wilhelm II. oder den späteren Nobelpreisträger Max Perutz. In dem Lager selbst wurden wissenschaftlich fundierte Vorlesungen abgehalten. Auf Anforderung der Universität Cambridge kam er frei und war dort seit 1946 Dozent für Rechtswissenschaften an der juristischen Fakultät der Universität. Am 26. Januar 1950 wurde er in die Anwaltskammer berufen. Seinen bekanntesten Auftritt als Richter hatte er im Jahr 1955 im Nottebohm-Fall vor dem Internationalen Gerichtshof. Er war seit 1956 offizielles Mitglied des Clare College (sog. fellow). 1973 wurde er zum Professor für Vergleichendes Recht berufen. 1977 wurde er zu seiner Emeritierung mit einem LL.D („Legum Doctor“) ausgezeichnet.
Lipstein war der letzte lebende Jurist, der nach der Machtergreifung der Nazis in Deutschland nach England emigrieren und sich dort eine neue Existenz in Forschung und Lehre aufbauen musste.
Lipstein war einer der renommiertesten Experten im Internationalen Privatrecht und hat dort wichtige Spuren im übernationalen Bereich und auch speziell im englischen Kollisionsrecht hinterlassen. Er war auch Mitherausgeber des Monumentalwerkes Encyclopaedia of Comparative Law. Ihm verdankt die deutsche Rechtswissenschaft insbesondere durch sein Wirken nach 1945 viel.
Im Jahr 1998 wurde er zum Honorary Queen’s Counsel (Kronanwalt) ernannt. Zudem war er „Bencher of the Middle Temple“.

## Familie
Lipstein war seit Juni 1944 mit der Entomologin Gwyneth Mary (geborene Herford, 2. September 1910; † 1998) verheiratet. Sie war die Tochter von Henry John Robberds Herford und dessen Frau Mary Hilda (geborene Baily) und die Schwester von Geoffrey Vernon Brooke Herford (* 18. Februar 1905) und Philip Henry Herford (* 30. März 1912). Ihre erste Tochter Vivian starb 1946 kurz nach der Geburt. Das Paar hatte zwei weitere Töchter die in Cambridge geboren und getauft wurden:
- Diana Mary, geboren am 15. Juni 1947
- Eve Beatrix, geboren am 7. Mai 1949

Sie heirateten zunächst im Standesamt und gaben sich anschließend am 23. Juni 1944 in der Kapelle des Manchester Colleges in Oxford das Jawort. Seine Frau war zu dieser Zeit dort im Rang eines Captains stationiert.

## Publikationen (Auswahl)
- The General Principles of Private International Law. In: Collected Courses of the Hague Academy of International Law. Band 135. Sijthoff, Leyde 1973, S. 97–230, doi:10.1163/1875-8096_pplrdc_a9789028602533_02.
- Principles of the conflict of laws national and international. Springer, Dordrecht 1981, ISBN 94-011-9390-8, doi:10.1007/978-94-011-9390-0.

Als Herausgeber
- René David, Arthur Taylor Von Mehren: International encyclopedia of comparative law. Band 3, Teil 1: Private international law. Mohr Siebeck, Tübingen 2011, ISBN 978-3-16-150345-0.